# Хенри V
Вижте пояснителната страница за други личности с името Хенри V.
Хенри V (на английски: Henry V) е крал на Англия в периода 1413 – 1422 г.

## Произход и ранни години
Роден е на 16 септември 1386 или 1387 г. Той е най-възрастният син на Хенри IV и Мери Боън.
Хенри е роден войник. На 14 години се бори срещу силите на Оуен Глендоуър в Уелс. На 16 години командва силите на баща си в битката при Шрусбъри.

## Крал на Англия (1413 – 1422)

### Възобновяване на Стогодишната война
Хенри наследява английския престол след смъртта на баща си през 1413 г. Той предлага брак на Катрин Валоа, дъщеря на френския крал Шарл VI, искайки като зестра старите владения на Плантагенетите – Нормандия и Анжу. Шарл VI отказва и Хенри възобновява Стогодишната война. Войната с Франция служи на Хенри за две цели: връщането на френските владения на династията Плантагенет и да откъсне вниманието на братовчедите си от кралските им амбиции.

#### Битката при Аженкур
На 25 октомври 1415 г. Хенри разгромява французите при Аженкур. Той окупира Нормандия, Пикардия и повечето крепости в Ил дьо Франс – старите владения на династията Капет. Разгромява войска от 30 000 с близо 6000 войници. Използва като превъзходство спецификата на бойното поле. Тежкобронираните френски войски попадат в капан в калта и биват обездвижени, докато голяма част от англичаните атакуват без брони и с много стрелци с лък. Това им дава предимство в тежките условия на бойното поле.

#### Договорът в Троа
С договора от Троа през 1420 г. Шарл VI дава ръката на дъщеря си Катрин на Хенри (през 1421 г.) и кара дофина Шарл да признае Хенри V за наследник на френската корона. Ако Хенри бе надживял Шарл VI, щеше да е крал на Англия и Франция.

### Последни години
Поради трудния живот на войник Хенри остарява преждевременно. Разболява се сериозно и умира след връщането си от френската кампания. През 1422 г. Катрин ражда единственото му дете – Хенри VI докато той отсъства и Хенри никога не вижда сина си.
Погребан е в Уестминстърското абатство.
Историкът Рафаел Холиншед казва следното за Хенри V в хрониката на Англия:
| „ | Хенри беше крал, чието царуване не беше опетнено. Той беше принц, когото всички обичаха и никой не презираше. | “ |